# 帕吕欧 (夏朗德省)
帕吕欧（法語：Palluaud，法語發音：[palɥo]）是法国夏朗德省的一个市镇，属于昂古莱姆区。

## 地理
帕吕欧（45°20'54"N, 0°14'54"E）面积8.57 平方千米，位于法国新阿基坦大区夏朗德省，该省份为法国西部内陆省份，北起德塞夫勒省和维埃纳省，东临上维埃纳省，东南至多尔多涅省，南至多爾多涅省，西接滨海夏朗德省。
与帕吕欧接壤的市镇（或旧市镇、城区）包括：蒙蒂尼亚克勒科克、圣塞沃兰、萨勒拉瓦莱特、布泰耶-圣塞巴斯蒂安、楠特伊-欧里亚克德布尔扎克。
帕吕欧的时区为UTC+01:00、UTC+02:00（夏令时）。

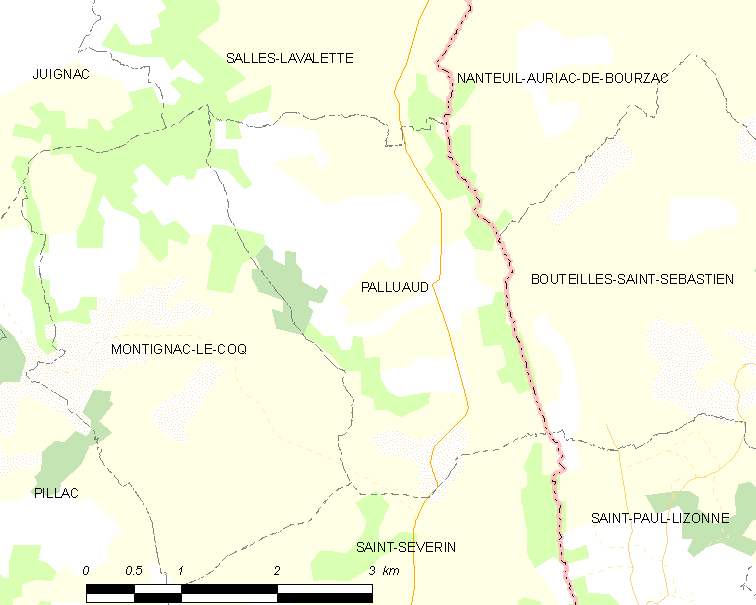
帕吕欧的OSM定位图

## 行政
帕吕欧的邮政编码为16390，INSEE市镇编码为16254。

## 政治
帕吕欧所属的省级选区为蒂德-拉瓦莱特县。

## 人口

1962-2008年间帕吕欧人口变化图示

帕吕欧于2022年1月1日时的人口数量为214人。